# 佟紹宗
佟紹宗（1945年9月30日—），台灣男性配音員。

## 配音作品
- 主要角色名稱以粗體顯示。
- 以下皆為國語配音。

台灣遊戲
| 播映年份 | 作品名稱 | 配演角色 | 備註 |
| -------- | -------- | -------- | ---- |
| 2011     | 東方雀神 | 段朗     |      |

### 台灣動畫電影
| 播映年份 | 作品名稱 | 配演角色 | 備註 |
| -------- | -------- | -------- | ---- |
| 1994     | 禪說阿寬 | 小劉     |      |

### 歐美動畫
- 《米奇妙妙屋》：皮特
- 《米奇歡笑多》：皮特
- 《米老鼠與好朋友》：皮特
- 《米老鼠群星會》：皮特
- 《高飛家族》：皮特
- 《阿拉丁》：蘇丹
- 《彭彭丁滿歷險記》：彭彭
- 《米老鼠群星會》：彭彭
- 《阿嗨大冒險》：寇斯船長
- 《小獅王守護隊》：彭彭、拉飛奇

### 日本動畫電影
- 《貓的報恩》：貓國王

### 歐美動畫電影
- 《白雪公主》：噴嚏精
- 《木偶奇遇記》：蓋比特先生
- 《仙履奇緣》：國王
- 《仙履奇緣2：美夢成真》：國王
- 《仙履奇緣3：時間魔法》：國王
- 《小姐與流氓》：查克
- 《米奇的神奇耶誕》：皮特
- 《米奇家族的萬聖歷險》：皮特
- 《米奇·唐老鴨·高飛三劍客》：皮特
- 《森林王子》：卡奧
- 《森林王子2》：卡奧
- 《貓兒歷險記》： 喬治·奧特古（亨利）
- 《救難小英雄》：魯佛斯
- 《妙妙探》：大衛·Q·道森醫生
- 《小美人魚》：賽巴斯丁
- 《小美人魚2：重返大海》：賽巴斯丁
- 《小美人魚3：回到當初》：賽巴斯丁
- 《美女與野獸》：瘋人院長、書店老闆、旁白
- 《阿拉丁》：蘇丹
- 《賈方復仇記》：蘇丹
- 《阿拉丁和大盜之王》：蘇丹
- 《獅子王》：彭彭、拉飛奇
- 《獅子王2》：彭彭、拉飛奇
- 《獅子王3》：彭彭、拉飛奇
- 《風中奇緣2：倫敦之旅》：包華頓酋長
- 《大力士》：宙斯
- 《花木蘭》：中國皇帝
- 《花木蘭2》：中國皇帝
- 《星銀島》：龐比利（比利·伯恩斯）
- 《玩具總動員2》：邋遢彼得
- 《怪獸大學》：K教授
- 《料理鼠王》：柯伯先生
- 《汽車總動員》：韓大夫
- 《埃及王子》：法老塞提一世
- 《羅雷司》：羅雷司
- 《蜂電影》：貝瑞的爺爺
- 《寵物當家》：老巴

### 美國遊戲
| 年份 | 遊戲名稱           | 配演角色              | 備註  |
| ---- | ------------------ | --------------------- | ----- |
| 2015 | 爐石戰記：銀白聯賽 | 餐點小販 恐怖的奴隸主 | [ 1 ] |
| 2016 | 鬥陣特攻           | 托比昂                |       |

## 外部連結
- 配音世界面面觀〈世新廣播電台〉 （页面存档备份，存于）